# Pákistán na Letních olympijských hrách 1956
Pákistán se účastnil Letní olympiády 1956 v australském Melbourne. Zastupovalo ho 55 mužů v 8 sportech.

## Medailisté
| Medaile | Jméno | Sport         | Soutěž      |
| ------- | --- | ------------- | ----------- |
| Stříbro | Noor Alam Ahmed Naseer Bunda Munir Ahmed Dar Abdul Hamid Manzoor Hussain Atif Akhtar Hussain Qazi Musarrat Hussain Zakir Hussain Anwar Ahmed Khan Moti Ullah Khan Habib Ali Kiddie Ghulam Rasool Habibur Rehman Latifur Rehman | Pozemní hokej | turnaj mužů |